# Wilhelminatoren (Vaals)
De Wilhelminatoren is een uitzichttoren op de Vaalserberg in de Nederlandse gemeente Vaals. De toren staat niet ver van het Drielandenpunt Nederland-België-Duitsland met het hoogste punt van Europees Nederland (322,4 meter boven N.A.P.).
De huidige toren is de derde en 35 meter hoog. Samen met de berg bereikt hij een hoogte van 353,5 meter boven N.A.P. Hoger in Nederland is alleen de Gerbrandytoren, een straalverbindingstoren met zendmast van 372 meter hoogte.

## Geschiedenis
In 1905 werd er door de vereniging "Neerlands Hoogste Berg" een houten uitzichttoren gebouwd met erbij een bloementuin en restaurant. Deze eerste toren werd vernoemd naar de toenmalige koningin Wilhelmina der Nederlanden en had zes verdiepingen. In de Eerste Wereldoorlog zorgde een storm voor ernstige schade aan de toren, waardoor de bovenste twee verdiepingen van de toren moesten worden afgebroken. In 1944 zorgde Duitse artillerievuur voor flinke beschadigingen aan de toren. Ook een blikseminslag deed de toren geen goed. Met de bevrijding aan het einde van het oorlog werd het interieur van het restaurant volledig vernield. In 1945 werd ten slotte alles afgebroken.
De tweede Wilhelminatoren werd op 11 augustus 1951 geopend. Deze houten toren was 20 meter hoog met erbij een restaurant, ijskar, souvenirwinkel en speeltuin. In 1957 werd de 45 ton zware toren met zwaar transport verplaatst over 60 meter, zodat hij naast het nieuwe restaurant met panoramaterras kwam te staan.
In 1970 kreeg de Wilhelminatoren gezelschap van de Koning Boudewijntoren die op Belgisch grondgebied staat en een hoogte had van 33 meter. Hij was geconstrueerd uit twee oude Franse radarstations. In 1993 werd deze toren afgebroken. De daarna gebouwde tweede Boudewijntoren is 50 meter hoog en voorzien van een glazen lift.
Door de tijd heen heeft men om nostalgische redenen de onderhoudsgevoelige houten toren steeds weer opgeknapt en in stand gehouden. In de winter van 2010-2011 is de 65 jaar oude Wilhelminatoren toch gesloopt omdat hij in slechte staat verkeerde. Drie van de vier poten waren al eens vervangen, net als de balustrades en het trappenhuis. Toen de vierde poot aan vervanging toe was en een van de platforms moest worden afgesloten,  besloot men om de oude toren te slopen en te vervangen door nieuwbouw.

## Nieuwbouw
De nieuwe Wilhelminatoren werd in juni 2011 opgeleverd. Deze moderne toren is 35 meter hoog en heeft een glazen skywalk waar de bezoeker door het glas naar beneden kan kijken. Verder is de toren voorzien van een lift. De uitzichttoren is een ontwerp van Ruimtemakers Architectengroep te Maastricht. Op 7 oktober 2011 werd het bouwwerk officieel geopend met vuurwerk.

## Monument en oude grenssteen
In 1932 verongelukte op de Vaalserberg een marinevliegtuig. Een monument dat hieraan herinnert, het Vliegermonument, staat in de buurt van de Wilhelminatoren. Ook bevindt zich ten oosten van de toren op de Duits-Nederlandse grens een oude grenssteen met adelaar.

## Fotogalerij

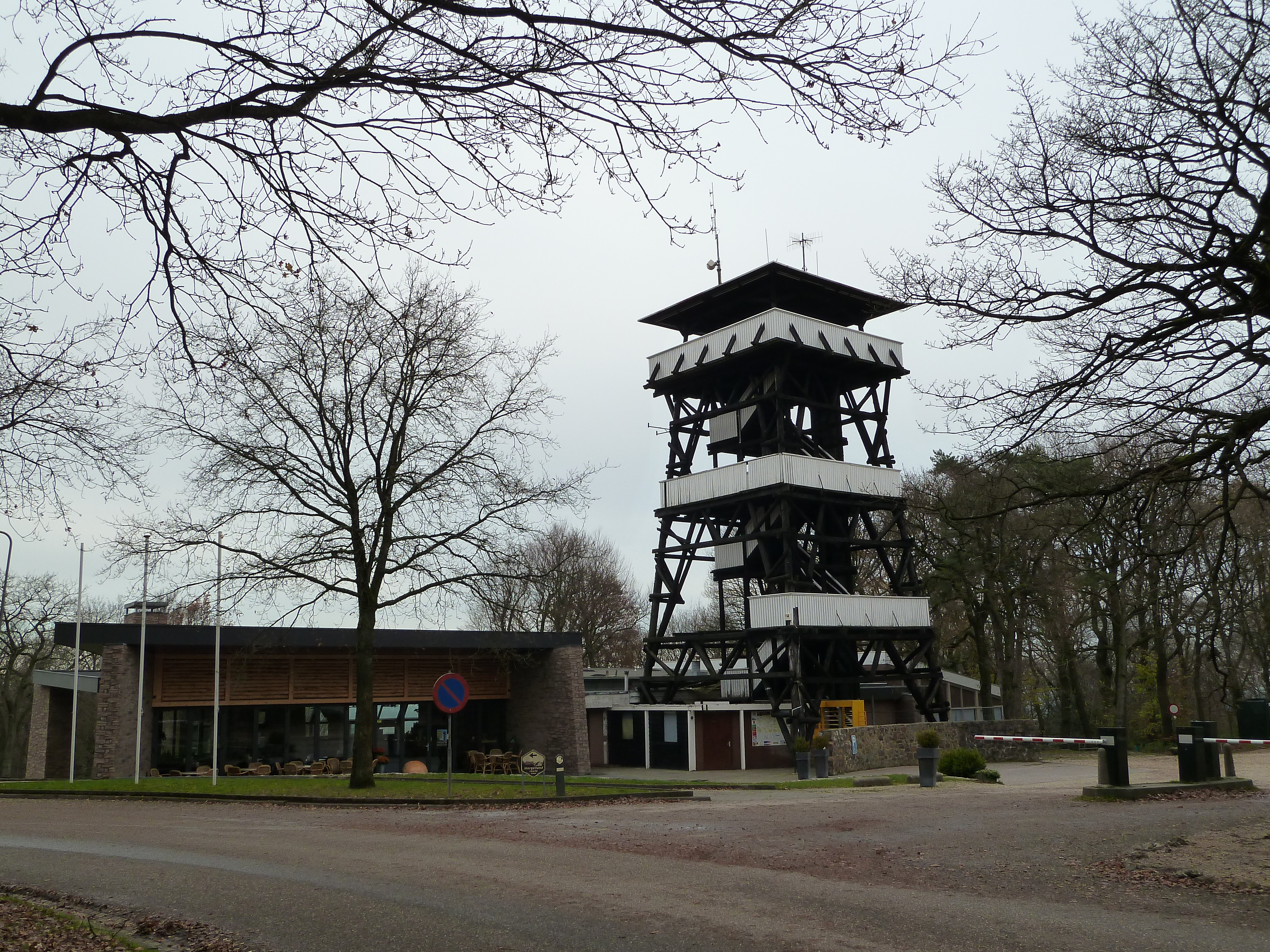
De oude toren met restaurant in november 2010
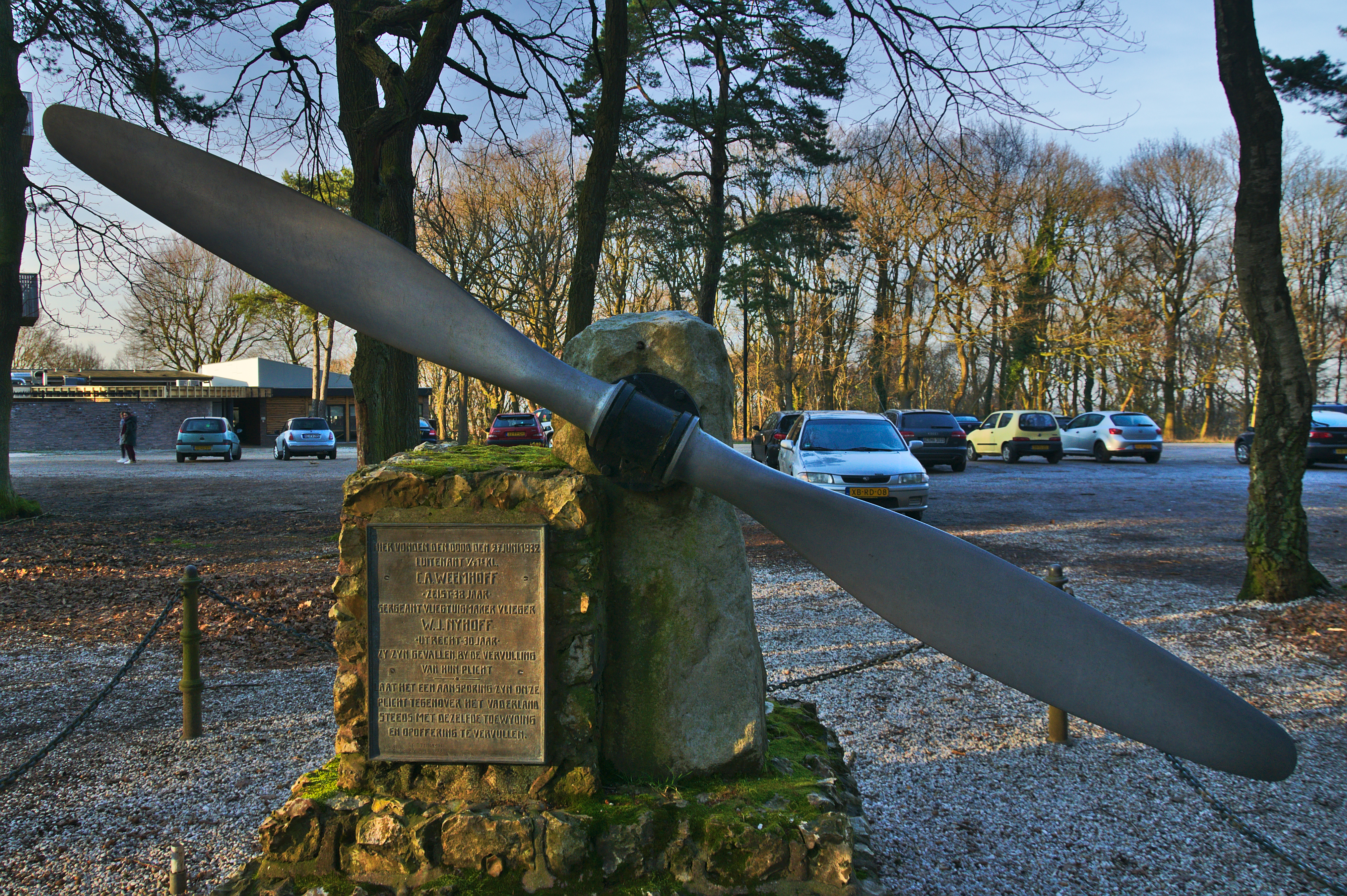
Vliegermonument
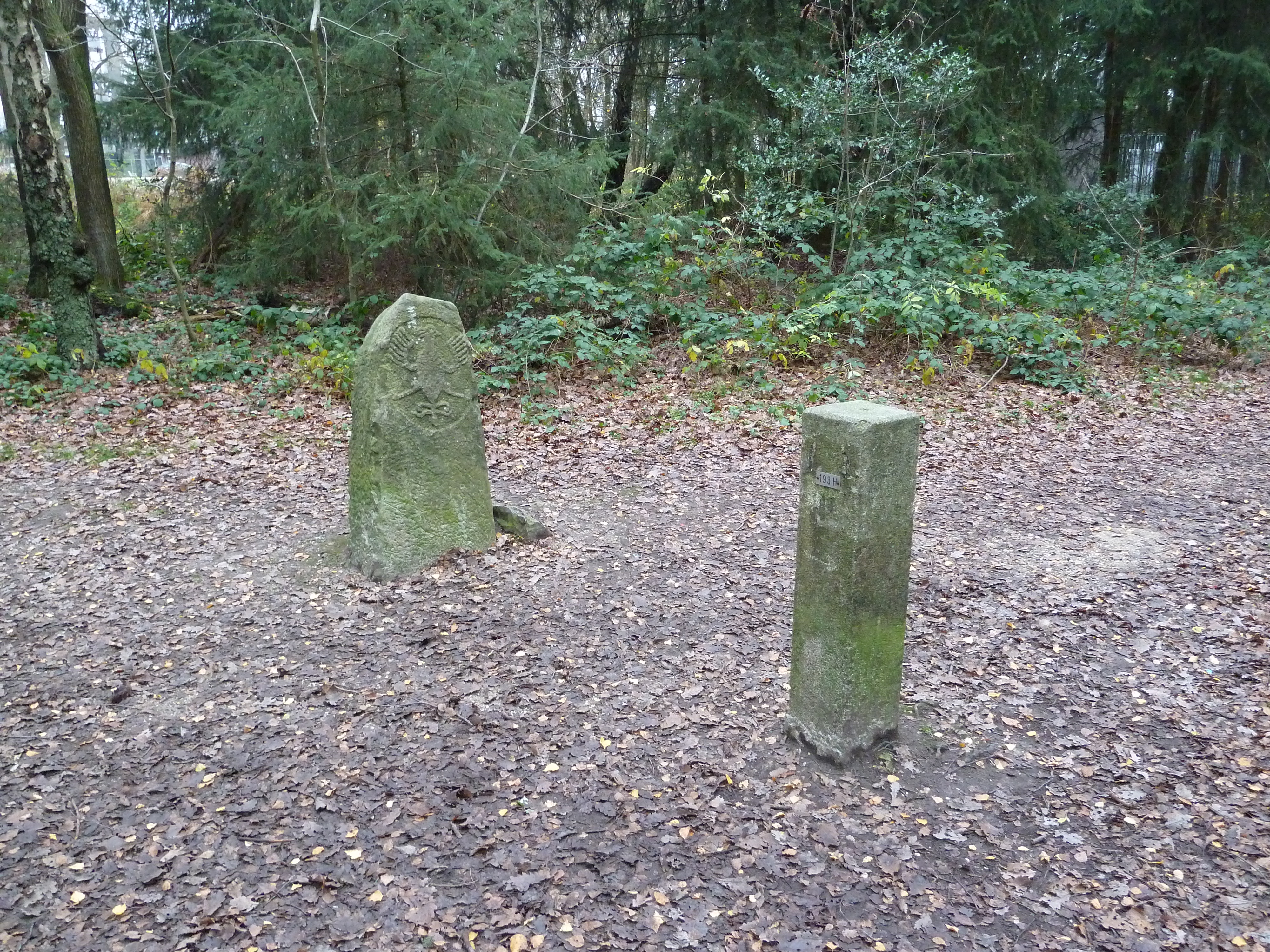
Oude en nieuwe grenssteen op Duits-Nederlandse grens
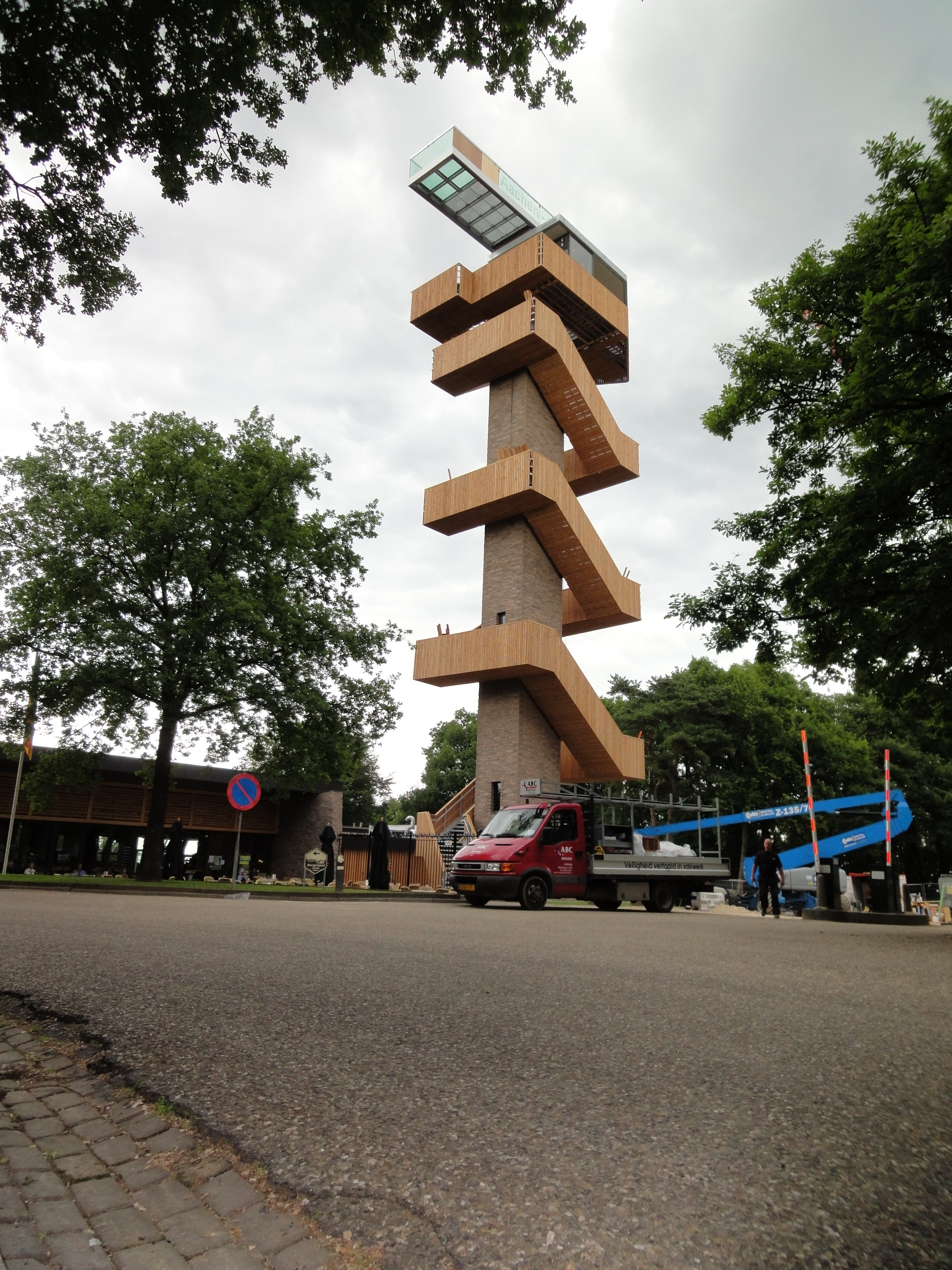
Nieuwe Wilhelminatoren te Vaals, juni 2011
Uitzicht vanaf de toren, klik op foto voor vergroting
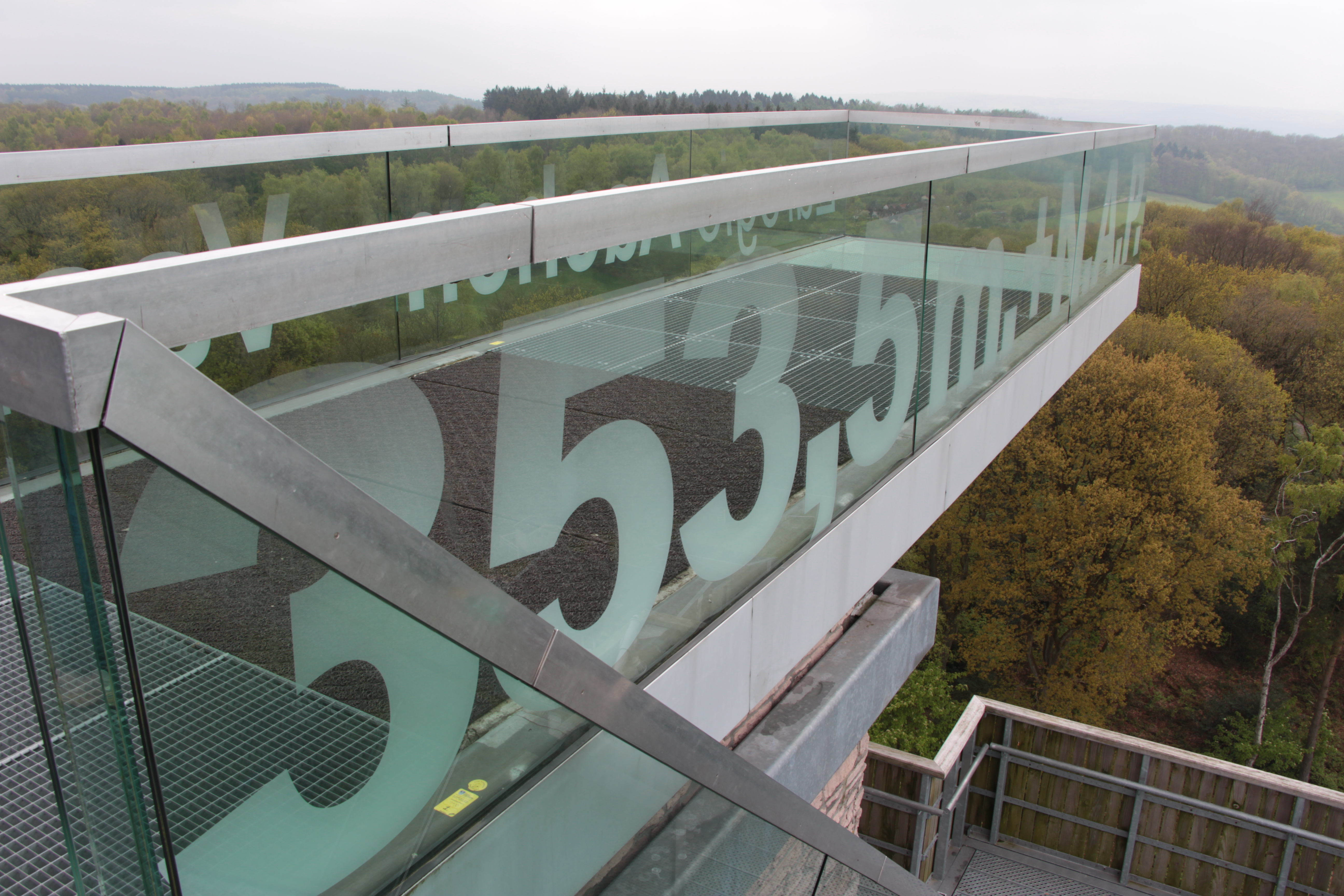
Boven op de toren
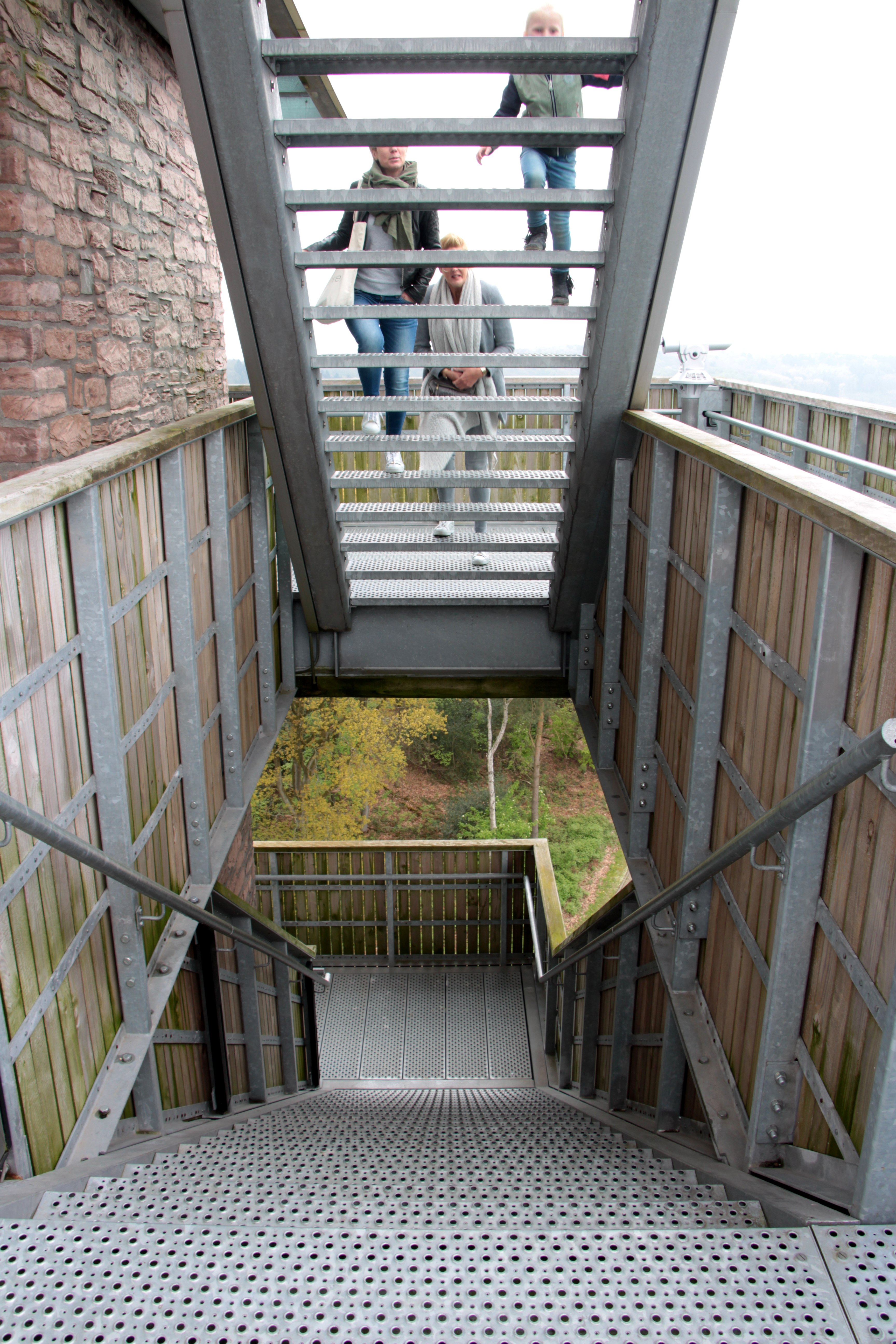
Trap